# Celestus orobius
Espèce
Statut de conservation UICN

 DD  : Données insuffisantes
Celestus orobius est une espèce de sauriens de la famille des Diploglossidae.

## Répartition
Cette espèce est endémique du Costa Rica. Elle se rencontre entre 1 500 et 2 000 m d'altitude dans la cordillère de Talamanca.

## Publication originale
- Savage & Lips, 1994 "1993" : A review of the status and biogeography of the lizard genera Celestus and Diploglossus (Squamata: Anguidae), with description of two new species from Costa Rica. Revista de Biologia Tropical, vol. 41, no 3, p. 817-842.